# Drosophila adamsi
Drosophila adamsi är en tvåvingeart som beskrevs av Wheeler 1959. Drosophila adamsi ingår i släktet Drosophila och familjen daggflugor. Inga underarter finns listade i Catalogue of Life.
Arten finns vida spridd i Afrika.